# Paula Caplan
Paula Caplan è un personaggio del film Agente 007 - Thunderball (Operazione tuono) del 1965, quarto Film di James Bond. È interpretata da Martine Beswick, attrice che in A 007, dalla Russia con amore recitava la parte della zingara Zora.

## Biografia
Paula è un agente dei servizi segreti britannici, in servizio a Nassau, suo luogo natìo. La prima apparizione avviene quando Bond è in visita a Nassau, per incontrare Dominique Derval. Al primo incontro, il fascino di Bond seduce anche lei, ma non c'è prova di una relazione amorosa tra i due.
Paula deve aiutare Bond nel recupero di due missili nucleari e dell'aereo che li trasportava, ipoteticamente rubati da Emilio Largo e nascosti nelle vicinanze. Per fare ciò, favorisce l'incontro di Bond con Domino. Nel frattempo, la SPECTRE invia l'assassina Fiona Volpe a sequestrarla, per poterle strappare informazioni su Bond. Fiona riesce nell'intento e la fa portare a Palmyra per essere interrogata. Per non tradire Bond, Paula si suicida ingerendo del cianuro.